# Sunday Abalo
Sunday Divine Abalo (sinh ngày 14 tháng 5 năm 1995) là một cầu thủ bóng đá người Nigeria thi đấu cho Covilhã theo dạng cho mượn từ Rio Ave B.